# Porricondyla nocturna
Porricondyla nocturna är en tvåvingeart som först beskrevs av Jean-Jacques Kieffer 1958.  Porricondyla nocturna ingår i släktet Porricondyla och familjen gallmyggor.
Artens utbredningsområde är Kazakstan. Inga underarter finns listade i Catalogue of Life.